# The Lamb, the Woman, the Wolf
Pour plus de détails, voir Fiche technique et Distribution.
The Lamb, the Woman, the Wolf est un film muet américain réalisé par Allan Dwan et sorti en 1914.

## Fiche technique
- Titre : The Lamb, the Woman, the Wolf
- Réalisation : Allan Dwan
- Scénario : Allan Dwan
- Durée : 30 minutes
- Genre : Film dramatique
- Production : Bison Motion Pictures
- Distribution : Universal Film Manufacturing Company
- Date de sortie :
  - États-Unis : 4 avril 1914

## Distribution
- Murdock MacQuarrie : l'agneau
- Pauline Bush : la femme
- Lon Chaney : le loup